# Havant & Waterlooville Football Club
Maillots
Actualités
Le Havant & Waterlooville Football Club est un club de football anglais fondé en 1998, basé à Havant dans le Hampshire.
Le club évolue depuis la saison 2018-19 en National League (cinquième division anglaise).

## Histoire
Le club atteint les demi-finales du FA Trophy en 2003 et 2014, et le quatrième tour de la FA Cup en 2008.
En 2018, le club est champion de National League South (sixième division anglaise). À l'issue de la saison 2018-19, le club est relégué de la National League.

## Palmarès
- 2018, champion de la National League South (D6)

## Entraîneurs
- 2012-avr. 2019[1] :  Lee Bradbury

## Anciens joueurs
- Ian Selley
- Vincent Péricard

## Note et référence
1. ↑  (en) « Bradbury leaves Havant & Waterlooville », sur BBC Sport (consulté le 19 novembre 2023).